# Джейсон Стенлі
Джейсон Сте́нлі (англ. Jason Stanley; нар. 12 жовтня 1969) — американський філософ, професор філософії в Єльському університеті. Він найбільш відомий завдяки своєму внеску у філософію мови та епістемологію, яка часто спирається на інші галузі, включаючи лінгвістику та когнітивну науку, і впливає на них. Він писав для широкої аудиторії в The New York Times, The Guardian, The Washington Post, Rolling Stone, The New Republic та багатьох інших видань у Сполучених Штатах і за кордоном. У своїй останній роботі Стенлі використав знаряддя з філософії мови та епістемології для роздумів над питаннями політичної філософії, наприклад, у своїй книзі «Як працює пропаганда» 2015 року та «Політика мови» 2023 року.
Перерахував 20 тис. доларів, які отримав за роботу в KSE, на школу БПЛА «Ятаган» від Повернись живим.
2025-го року залишив США і переселився до Канади, бо вважає, що другий термін Трампа є «безперечно» гіршим, аніж перший.

## Юність і освіта
Стенлі виріс на півночі штату Нью-Йорк у єврейській родині. Закінчив Коркоранську середню школу в Сіракузах, Нью-Йорк. Під час середньої школи він навчався в Люнені, Німеччина, протягом одного року в рамках Молодіжного обміну Конгресу та Бундестагу. Він вступив до Державного університету Нью-Йорка в Бінгемтоні, штат Нью-Йорк, де вивчав філософію мови під керівництвом Джека Камінскі. У 1987 році він перевівся до Тюбінгенського університету, але повернувся до Університету штату Нью-Йорк у 1988 році, цього разу в кампусі Стоуні Брук. Там він вивчав філософію та лінгвістику під керівництвом Пітера Ладлоу та Річарда Ларсона. Стенлі здобув ступінь бакалавра у травні 1990 року У січні 1995 року він захистив докторську дисертацію в Массачусетському технологічному інституті під керівництвом Роберта Сталнакера.

## Кар'єра
Після здобуття докторського ступеня Стенлі влаштувався на посаду лектора на стипендії в Університетському коледжі Оксфорда. Він повернувся до Нью-Йорка і викладав у Корнельському університеті до 2000 року. Він був призначений доцентом філософії в Університеті Мічигану, Енн-Арбор. У 2004 році він перейшов на кафедру філософії Ратгерського університету, де викладав з 2004 по 2013 рік. У березні 2013 року він прийняв посаду професора Єльського університету. На початку 2025 року працевлаштувався у школі глобальних відносин та державної політики ім. Мунка в Торонто.
Стенлі автор шести книг, у тому числі «Як працює пропаганда» (2015) і «Як працює фашизм» (2018). Як філософ мови та експерт у питаннях пропаганди та фашизму, Стенлі часто розглядає сучасну політику та зовнішні справи через призму нацистської Німеччини та Голокосту. Він давав інтерв'ю Vox у 2018 та 2021 роках, NPR у 2020 році, KCRW в Лос-Анджелесі в 2020 році і WBUR в Бостоні в 2021 році.

## Особисте життя
Обоє батьків Стенлі емігрували до США з Європи – батько з Німеччини в 1939 році, а мати з Польщі. Він виріс у північній частині штату Нью-Йорк. Він онук Ільзи Стенлі, яка забезпечила звільнення 412 осіб із нацистських концтаборів з 1936 по 1938 рік, і правнуком берлінського синагогського соліста Магнуса Давідсона. Стенлі описує своє єврейське походження як джерело його писань про фашизм: «Для мене мій юдаїзм означає обов'язок приділяти увагу рівності та правам груп меншин».

## Нагороди
Його книга «Знання та практичні інтереси» отримала книжкову премію Американської філософської асоціації 2007 року.
У 2016 році Стенлі отримав нагороду PROSE Award з філософії за свою книгу «Як працює пропаганда».